# Listă de filme noir din anii 2010
Aceasta este o listă de filme noir din anii 2010. Toate filmele sunt americane, cu excepția cele care au între paranteze menționată o altă țară.

## Anii 2010
2010
- Winter's Bone
- Shutter Island
- The Killer Inside Me
- The Town
- 13 - (Regatul Unit)
- Red Hill - (Australia)

2011
- The Big Bang
- Drive
- The Girl With the Dragon Tattoo
- Rampart
- Aaranya Kaandam -(India) [1]
- Caged - (Olanda)

2012
- The Dark Knight Rises
- Killing Them Softly
- Looper
- Talaash - (India) [2]

2013
- The A.R.K. Report
- Trance
- The Canyons
- Dead Man Down
- Gangster Squad
- Prisoners
- Tamanna - (Pakistan)

2014
- Sin City: A Dame to Kill For
- Bombay Velvet - (India) [3]
- Downward Dog - (Pakistan) [4]

## Noir–science fiction
- Stargate Universe (2010)
- Începutul (2010)